# هرم قطري
الهرم القطري (الاسم العلمي:Tetraena qatarensis)، شجيرة صغيرة متحملة الملوحة تنمو في شبه الجزيرة العربية. أوراقها صغيرة مؤلفة ورقة واحدة أو ورقتين، مكتنزة لتخزين المياه. تنمو الوريقات في أزواج وأزهارها لها أربع أو خمس بتلات.